# Frederick Dean
Frederick «Ginger» Dean (Plymouth, Devon, 1 de setembre de 1880 - Plymouth, 1 de setembre de 1946) va ser un jugador de rugbi britànic que va competir a primers del segle xx. El 1908 va guanyar la medalla de plata en la competició de rugbi dels Jocs Olímpics de Londres.